# コジマ
株式会社コジマ（英: Kojima Co.,Ltd.）は、栃木県宇都宮市に本社を置き、「コジマ×ビックカメラ」「ソフマップ×コジマ」「コジマアウトレット」の店舗名で日本国内に141店舗を展開する日本の大手家電量販店。2012年にビックカメラの子会社となった。

## 概要
1955年4月に栃木県宇都宮市において小島勝平が、個人商店の小島電気商会を創業。1963年8月に株式会社小島電機を設立して法人化している。1972年から栃木県内での多店舗化を開始し、1984年から栃木県外にも進出し、関東を中心に多店舗展開を進める。1993年1月に通称・略称であったコジマを社名に取り入れ、「北関東YKK」と呼ばれる家電量販店3社の一角として激しい競争の中で成長。1996年には東京証券取引所への上場を果たす。そして1997年にはそれまで業界1位だったベスト電器を抜いて家電量販店売上高日本一を成し遂げ、2001年に 家電量販店として初の売上高5,000億円超を達成した。1980年代末頃から、家電量販店チェーンで最大手であったことを前面に出した宣伝を展開し、以前のキャッチフレーズは「安値に挑戦」（小島電機時代）、「安値日本一への挑戦」(1990年代頃)→「安値世界一への挑戦」（2000年代頃）が使われ、ビックカメラ傘下になってからは「くらし応援」となっている。
家電量販店としての売上高に関しては、隣県の群馬県に本社のあるヤマダ電機の攻勢を受け、2002年にヤマダ電機に家電量販店売上高日本一の座を奪われた。また、2003年には、メイン銀行である足利銀行が経営破綻し、同社の経営にも悪影響を及ぼした。2009年3月31日の時点では、日本の全都道府県に222店舗を展開していたものの、2012年3月期決算では、日本国内の売上高は業界7位と低迷していた。かつてはM&Aを加速させている同業他社と一線を画して完全直営主義を貫き、小規模店の統廃合と大型店舗出店（スクラップアンドビルド）を行い、事業の効率化を進めていた。
その後、2012年5月11日にそれまでの独立路線を転換し、ビックカメラに対して第三者割当増資（140億円）を行い、ビックカメラがコジマの普通株式の過半数（増資後の発行済株式数の50.06%）を取得して、同社の子会社となることを発表。同年6月26日に子会社化が完了された。コジマはこれにより、ビックカメラ支援の下で店舗のスクラップアンドビルドを行い、経営の再構築を図ることとなった。また決算期も親会社に合わせて8月決算となった。
ビックカメラグループ加入後は、創業家の小島一家が経営から撤退したことで急激にビックカメラ色を強め、ビックカメラ風の社名ロゴを導入した。2016年2月までに、全国の140店強のうち、90店以上を「コジマ×ビックカメラ」に転換した。また従来からの得意分野である白物家電を改めて強化した上で、均衡のとれた店舗づくりを実践していくとしている。

## 沿革
- 1955年（昭和30年）4月 - 創業者・小島勝平が栃木県宇都宮市に小島電気商会を個人創業。
- 1963年（昭和38年）8月 - 法人化し、株式会社小島電機を設立。
- 1972年（昭和47年）11月 - 多店舗化を図り、栃木県宇都宮市に第2号店である西大寛店を開店（のちに閉店）。
- 1983年（昭和58年）
  - 10月 - 株式会社船元（後の株式会社アピア→株式会社コジマエージェンシー）および宇都宮温泉センター株式会社の全株式を取得し100%子会社とする。
  - 10月 - 有限会社タカトクの全出資口数を取得し100%子会社とする。
- 1984年（昭和59年）3月 - 初の県外進出として、茨城県下館市（現・筑西市）に下館店を開店（のちに閉店）[5]。
- 1987年（昭和62年）7月 - 群馬県伊勢崎市に伊勢崎店を開店し、50店舗達成。
- 1990年（平成2年）
  - 4月 - POSシステムを全店舗に導入。
  - 7月 - 宇都宮温泉センター株式会社を解散。
  - 8月 - 100店舗達成。
  - 10月 - 本店所在地を、栃木県宇都宮市星が丘二丁目1番8号に移転（旧宇都宮温泉センターの建物を利用）。
  - 12月 - 本社1階に薬品販売店である盛天堂を開店し、薬品販売事業に進出（現在の「コジマドラッグ」）。
- 1991年（平成3年）
  - 1月 - 株式会社東北コジマ、株式会社きたコジマ、株式会社サンプラザデンキの全株式を取得し100%子会社とする。
  - 1月 - 有限会社サンデーコジマの全出資口数を取得し100%子会社とする。
  - 4月 - 株式会社東北コジマおよび株式会社サンプラザデンキを吸収合併。
  - 4月 - 関係会社の株式会社アピアが有限会社タカトクを株式会社に組織変更した上で合併。
- 1993年（平成5年）
  - 1月 - 株式会社コジマに社名変更。
  - 3月 - 「株式会社きたコジマ」を解散。
- 1994年（平成6年）6月 - 本店内にApple Computer専門店のマックセンターを開店。
- 1996年（平成8年）9月 - 東京証券取引所第二部上場。
- 1997年（平成9年）
  - ベスト電器を抜いて、家電量販店売上高日本一を達成。
  - 5月 - 大阪府門真市に関西地区第1号店舗であるNEW門真店を開店[6](2012年9月30日閉店)。
  - 5月1日 - スカパーにコジマショッピングワールド（通販チャンネル）開局。ch.223（2009年1月31日閉局）。
- 1998年（平成10年）
  - 9月 - 東京証券取引所第一部昇格。
  - 12月 - パラレルプロバイダ業務「コジマネット」を開始。
- 1999年（平成11年）10月 - コジマオリジナルブランドであるFresh Grayが、平成11年度グッドデザイン賞を受賞。
- 2000年（平成12年）10月 - 栃木県河内郡上三川町に「コジマバイオ研究所」を開設。現在は閉鎖。
- 2001年（平成13年） - 家電量販店としては初めて、売上高5,000億円超を達成。
- 2002年（平成14年）
  - 競合相手で北関東YKKの内の1つのヤマダ電機[注釈 1]に、家電量販店売上高日本一の座を明け渡す。
  - 4月 - 小島勝平の長男・小島章利が社長に就任。
- 2005年（平成17年）4月 - 創立50周年（武道館にて式典）。
- 2007年（平成19年）4月24日 - 創業者・小島勝平が71歳で死去。
- 2008年（平成20年）3月29日 - 島根県松江市にNEW松江店（2014年4月6日を以って閉店）を開店。全都道府県出店を達成。
- 2009年（平成21年）6月末日 - 初の社外取締役制度を導入し、カルビーの元社長兼CEO中田康雄を迎え入れる（2013年4月30日辞任）。
- 2010年（平成22年）
  - 2月15日 - コジマ代表取締役社長に寺崎悦男（創業者小島勝平の兄で相談役の小島金平の娘婿[7]）が昇格。小島章利は会長に。
  - 8月 - パラレルプロバイダ業務「コジマネット」を終了。
- 2012年（平成24年）
  - 5月11日 - 同業の株式会社ビックカメラと資本業務提携契約を締結。
  - 6月26日 - 資本業務提携契約に基づき、ビックカメラに対する第三者割当増資を行い、ビックカメラが増資後発行済み株式50.06%（議決権割合50.06%）を取得し、同社の子会社となる[2]。
  - 6月28日 - 資本提携に唯一反対であった小島章利が代表取締役会長を退任し相談役となり、親会社となったビックカメラから社長の宮嶋宏幸が社外取締役に就任[8][7]。
  - 11月21日 - 兵庫県神戸市中央区にある神戸ハーバーランド内Ha・Re（現・umie NORTH MALL）6階にソフマップとの共同出店でソフマップ×コジマ神戸ハーバーランド店を開店[9]。
- 2013年（平成25年）
  - 2月1日 - 代表取締役会長に、旧日興證券出身の社外取締役・木村一義が就任[10]。
  - 6月8日 - 福岡県北九州市小倉南区に、既存のコジマ店舗（旧NEW小倉東インター店）を改装しビックカメラとの共同出店で「コジマ×ビックカメラ」業態の1号店となるコジマ×ビックカメラ小倉店を開店[11]。
  - 9月1日 - 寺崎悦男が代表取締役社長を辞任し、小島一族による経営体制が幕を閉じる。会長の木村一義が社長を兼任[12]。
  - 11月25日 - この日の定時株主総会終結をもって寺崎悦男が取締役も退任し、小島一族は完全に経営陣から退く。
- 2014年（平成26年）
  - 5月11日 - NEW松山店が閉店、四国地方から完全に撤退。
  - 9月1日 - 子会社の株式会社コジマエージェンシーを吸収合併[13]。
- 2015年（平成27年）3月 - POSシステムをビックカメラと一本化。
- 2016年（平成28年）9月30日 - コジマポイントシティをビックポイントシティに統合しサービス終了。
- 2022年（令和4年）11月26日 - 唯一残っていた通常のコジマ業態の店舗「コジマNEW甲府店」が「コジマ×ビックカメラ甲府店」へ業態転換し通常のコジマ業態の店舗は消滅。尚、甲府店は業態転換を機に3階売り場を閉鎖（跡地利用は不明）し、同店2階に売り場を移転集約した。
- 2025年（令和7年）4月24日

創業70周年を機に新ブランドメッセージを定め新たなプロジェクトを始動。新ブランドメッセージは「Big Sunny Smile　笑顔で、地域に陽だまりを。」
ステークホルダーにとって陽だまりのような場所を目指すという意味が込められた。
プロジェクトの一環としてコジマ単独では13年ぶりとなる新テレビCM「コジマ 70周年 Big Sunny Smile篇」を4月25日に放映開始。スペシャルアンバサダーには俳優の奈緒を起用した。
今後はブランドメッセージを中心に、様々なキャンペーンや社内風土改革などの従業員向けプロジェクトを実施、情報も発信していくと発表した。

## 会社の現況（2021年8月31日現在）

### 株式の状況
- 発行可能株式総数 - 97,200,000株
  - 発行済株数 - 77,912,716株（自己株300,919を含む）
  - 普通株主数 - 47,477名

### 大株主（上位10名）
| 株主名                                         | 株数(千株) | 持株比率(%) |
| ---------------------------------------------- | ---------- | ----------- |
| 株式会社ビックカメラ                           | 39,000     | 50.57       |
| 小島章利                                       | 2,337      | 3.03        |
| 日本マスタートラスト信託銀行株式会社（信託口） | 1,834      | 2.37        |
| 小島三子                                       | 1,809      | 2.34        |
| 株式会社日本カストディ銀行（信託口）           | 1,759      | 2.28        |
| 有限会社ケーケーワイ                           | 1,540      | 1.99        |
| 寺崎佳子                                       | 1,458      | 1.89        |
| 佐藤由姫子                                     | 1,147      | 1.48        |
| 小島將人                                       | 967        | 1.25        |
| 小島久幸                                       | 862        | 1.11        |

- 自己株式795,145株を保有しているが、上記大株主からは除外
- 持株比率は、自己株式を控除して計算

### 主要な借入先の状況
| 会社名               | 借入額（百万円） |
| -------------------- | ---------------- |
| 株式会社足利銀行     | 7,300            |
| 株式会社みずほ銀行   | 4,750            |
| 株式会社三井住友銀行 | 887              |
| 株式会社東邦銀行     | 550              |
| 農林中央金庫         | 475              |

### 企業集団の使用人の状況
| 従業員数       | 前年比      | 平均年齢 | 平均勤続年数 |
| -------------- | ----------- | -------- | ------------ |
| 2,824（2,153） | △120（△36） | 39.68    | 15.1年       |

- 使用人数は従業員数（社外への出向者を除き、社外からの出向者を含む）
- 括弧は臨時雇用者数（バイト、派遣社員を含む）である。

### 企業集団の主要な事業内容
- 家電品販売業
- 不動産賃貸業等

### 株主優待
| 株数     | 内容                              |
| -------- | --------------------------------- |
| 1単元～  | 1000円分株主優待券（1,000×1枚）   |
| 5単元～  | 3000円分株主優待券（1,000×3枚）   |
| 10単元～ | 5000円分株主優待券（1,000×5枚）   |
| 30単元～ | 15000円分株主優待券（1,000×15枚） |
| 50単元～ | 20000円分株主優待券（1,000×20枚） |

- 貰えるのは、毎年8月末日現在の株主のみ
- 1単元＝100株

## 展開する店舗

### 店舗の特徴
現在のコジマの本店は「コジマ×ビックカメラ宇都宮本店」2015年10月開店（旧・NEW東店を移転／居抜き出店）である。

#### コジマ×ビックカメラ
現在の主力ブランド。後述のコジマブランドの店舗からの転換が多いが、新規出店の店舗も多数存在する。看板や内外装がビックカメラ風になっている。

#### ソフマップ×コジマ
2012年には、同じビックカメラグループのソフマップが神戸ハーバーランド・umieに入居していた店舗を増床した際にコジマも新たに出店し「ソフマップ×コジマ 神戸ハーバーランド店」を開店した。現在ソフマップ×コジマブランドで展開する店舗はこの1店舗のみ。「ソフマップ×コジマ 神戸ハーバーランド店」の店舗面積は、ソフマップが約3500m2、コジマが約1000m2。

#### コジマアウトレット
生産の完了による「旧製品」と「大量一括仕入れ」とコジマネット「限定価格」になっている。現在展開している店舗は堺店1店舗のみ。

### 店舗の展開
ビックカメラグループ入り後は、「コジマ×ビックカメラ」ブランド店舗の展開とともに、近隣店舗との店舗統合も並行して行っている。
かつては47都道府県すべてに店舗網を保有していたが、現在は下記22県には店舗が存在しない。いずれもビックカメラグループ入り直前の2012年4月以降、順次撤退している。
- 山形県[注釈 3]・茨城県[注釈 4]・長野県・富山県・石川県・福井県・岐阜県・滋賀県・奈良県・和歌山県・鳥取県・島根県・岡山県[注釈 5]・徳島県・香川県・愛媛県・高知県・佐賀県・長崎県・大分県・宮崎県・鹿児島県[注釈 6]

2013年3月には新業態店として香川県高松市のNEW高松店を改装し、「KojimaDirect高松」が開業。倉庫店と呼ばれるタイプの店舗で、客にはタブレット端末が渡され、商品のバーコードをスキャンしたら端末の画面に商品説明とネット価格が表示され、そのネット価格で購入できるというものであったが、僅か1年で閉店。そして、2014年5月11日のNEW松山店閉店をもって四国地方から完全撤退となった。
逆に、ビックカメラグループの各社との連名での出店は強化しており、2012年（平成24年）11月21日には、兵庫県神戸市にソフマップとの共同出店で「ソフマップ×コジマ神戸ハーバーランド店」を開店した他、2013年（平成25年）6月8日には、福岡県北九州市に既存のコジマ店舗を改装し、ビックカメラとの共同出店で「コジマ×ビックカメラ小倉店」を開店した。
コジマブランドにおいて多数存在していた「NEW」を冠する店舗は当初、規模の大きな店につけられる名称であった。看板は、ネオン管を用いていたが、2000年代後半以降はネオン管のような雰囲気を残しつつも外部の電球により照らす方式をとっていた。2013年から2022年にかけて順次「コジマ×ビックカメラ」ブランドに転換され、最後までコジマ形態で残っていたNEW甲府店も2022年11月26日のリニューアルをもって消滅した。
「コジマ×ビックカメラ」に限らず、新規店舗の看板は、ビックカメラのコーポレートカラーである赤を基調とし、ロゴもビックカメラ風のものを採用。それまで採用されてきた、太陽をモチーフとした「コジ坊」のネオンサインは使用されなくなってきている（ポイントカードである「コジマお客様カード」など、システム上完全に統一されていないものは残されているものもある。ポイントカード自体は、ビックカメラの店舗でも貯める・使う・店頭での相互交換は可能となったが、カードそのものは、ビックカメラのカードであれば一部のポイント体系を除いて相互使用・交換などが可能なソフマップ発行分も含め3本建てで、発行主体についてはグループ内で統一されていない）。

### 店舗ギャラリー

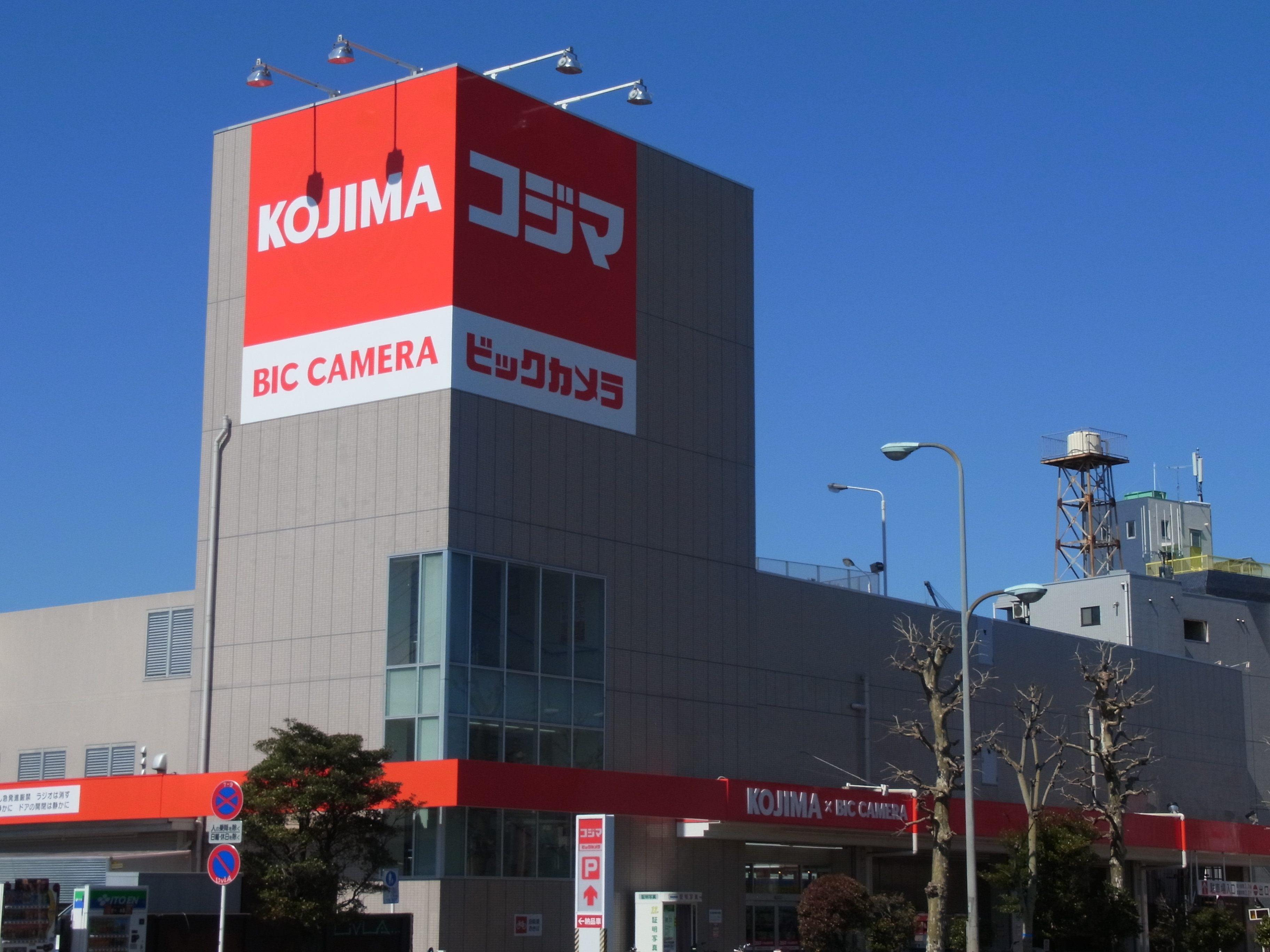
コジマ×ビックカメラ 若林店（東京都世田谷区）
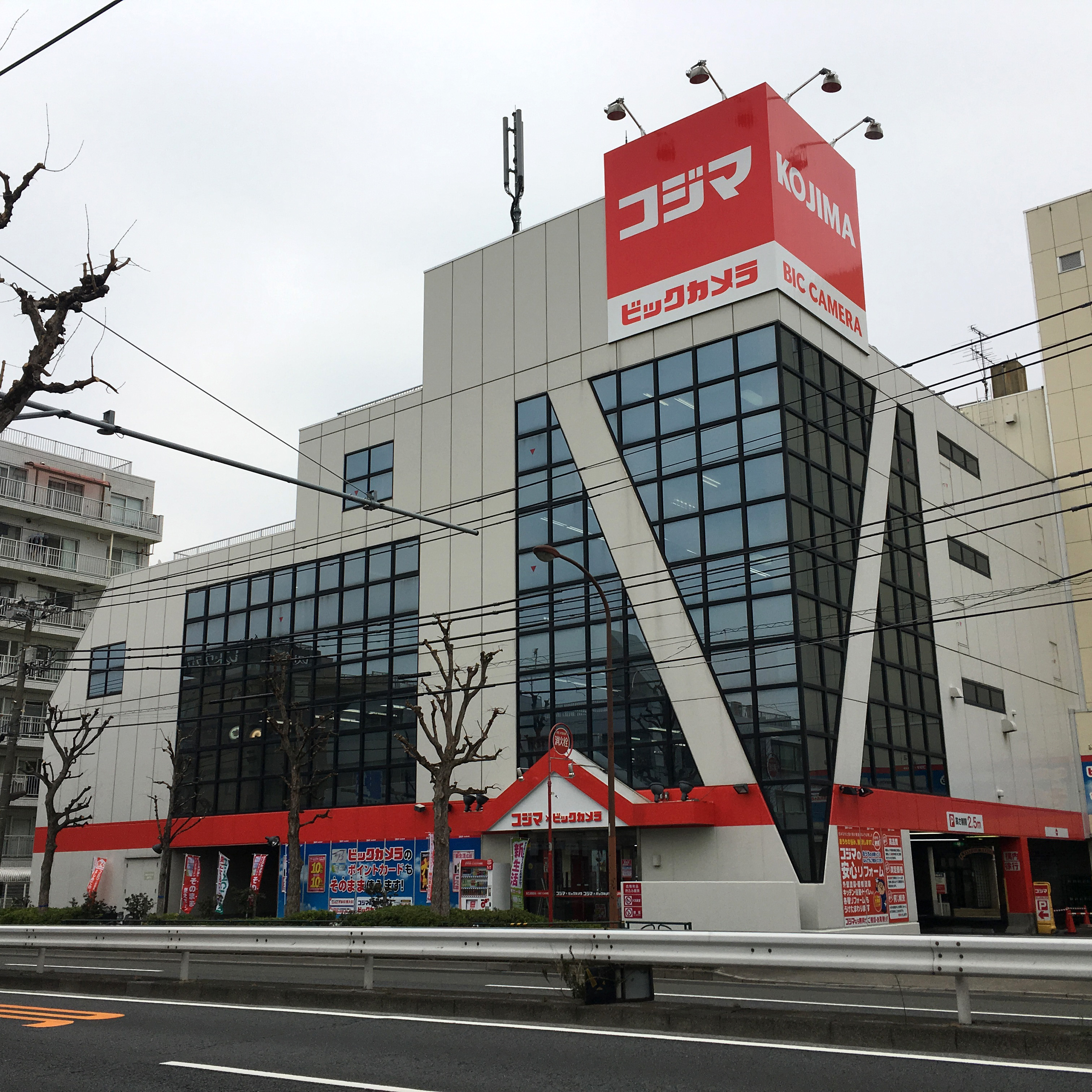
コジマ×ビックカメラ 豊玉店（東京都練馬区）
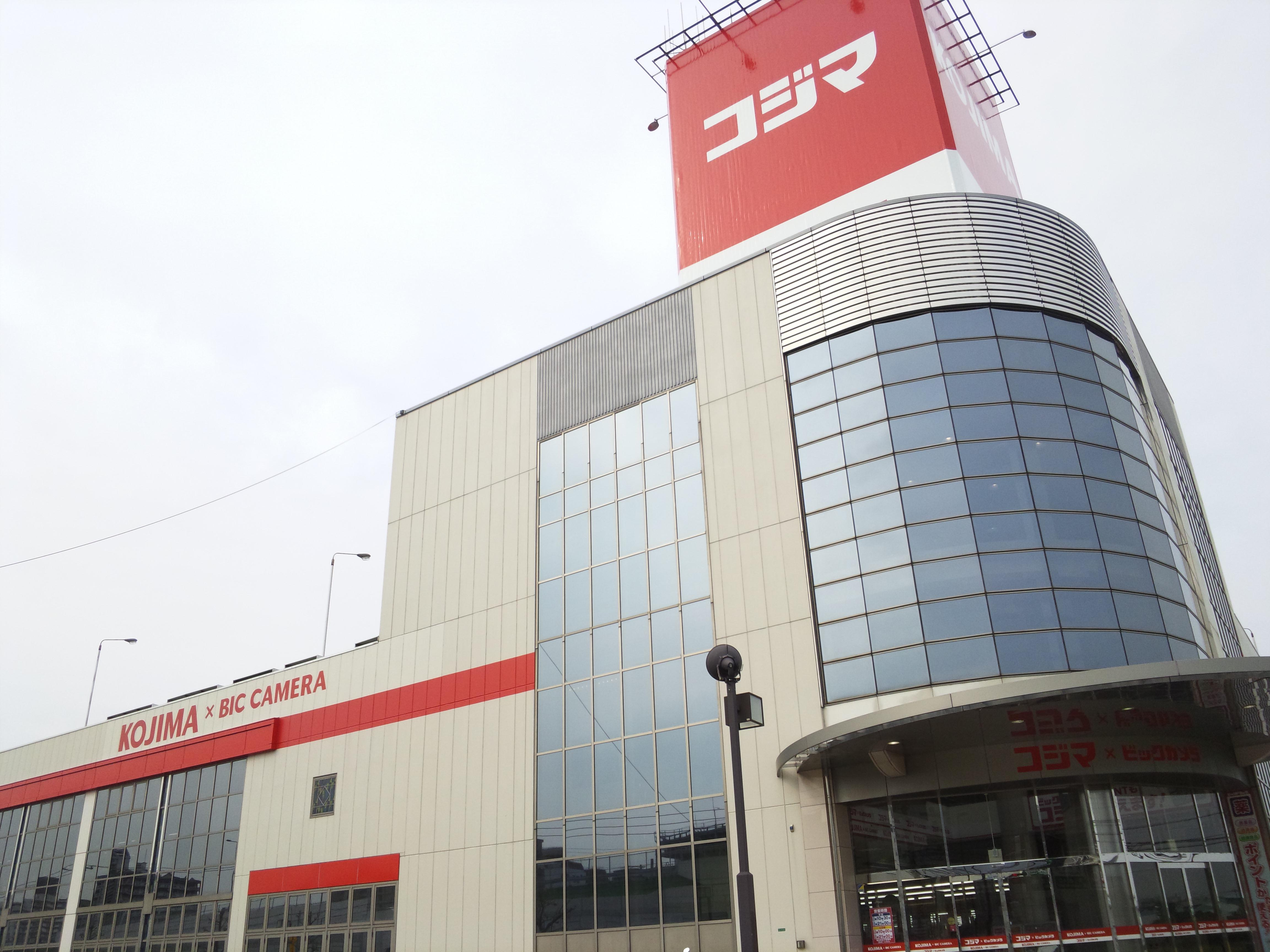
コジマ×ビックカメラ八幡店（福岡県北九州市八幡東区）
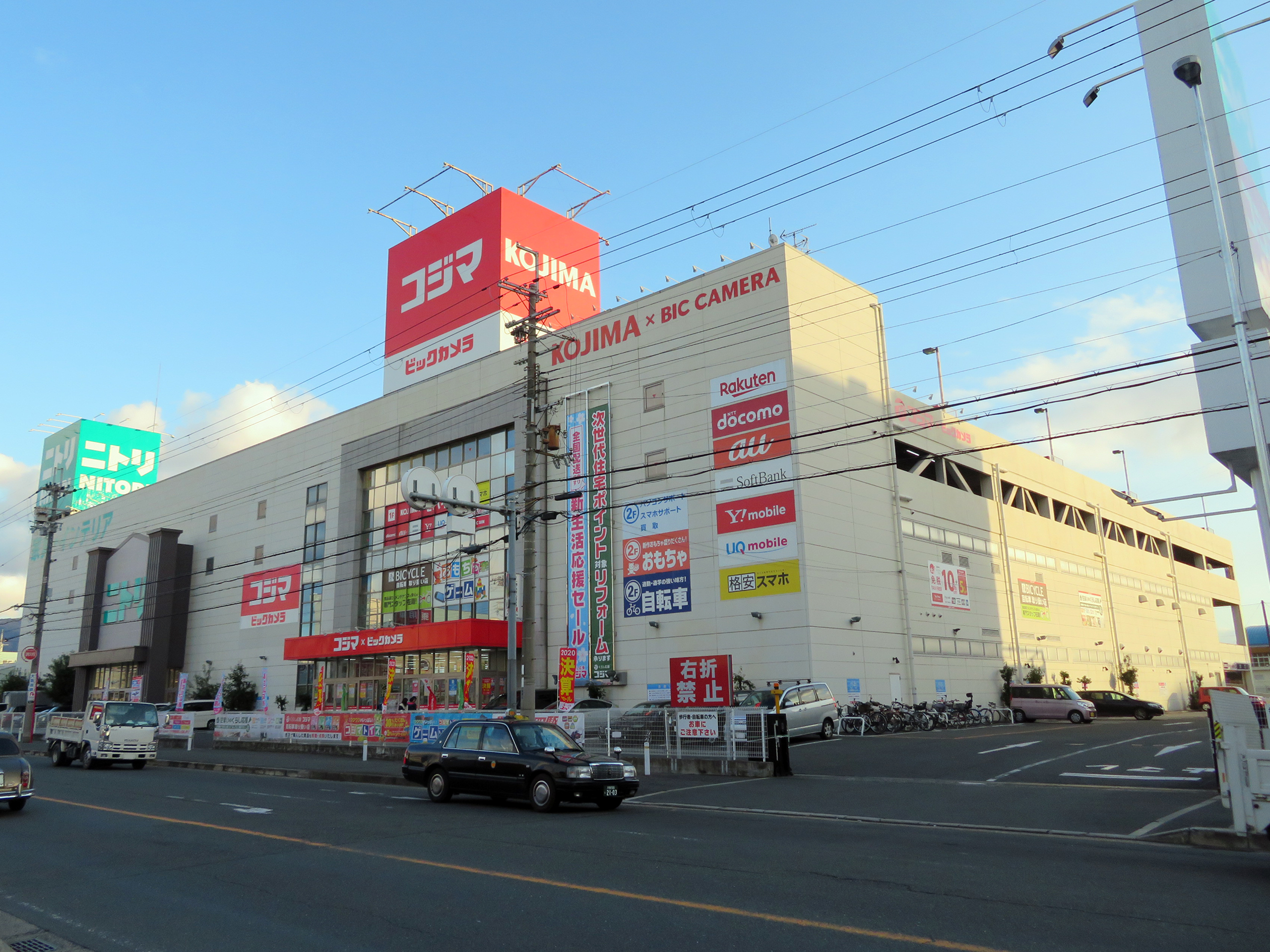
コジマ×ビックカメラ大東店（大阪府大東市）
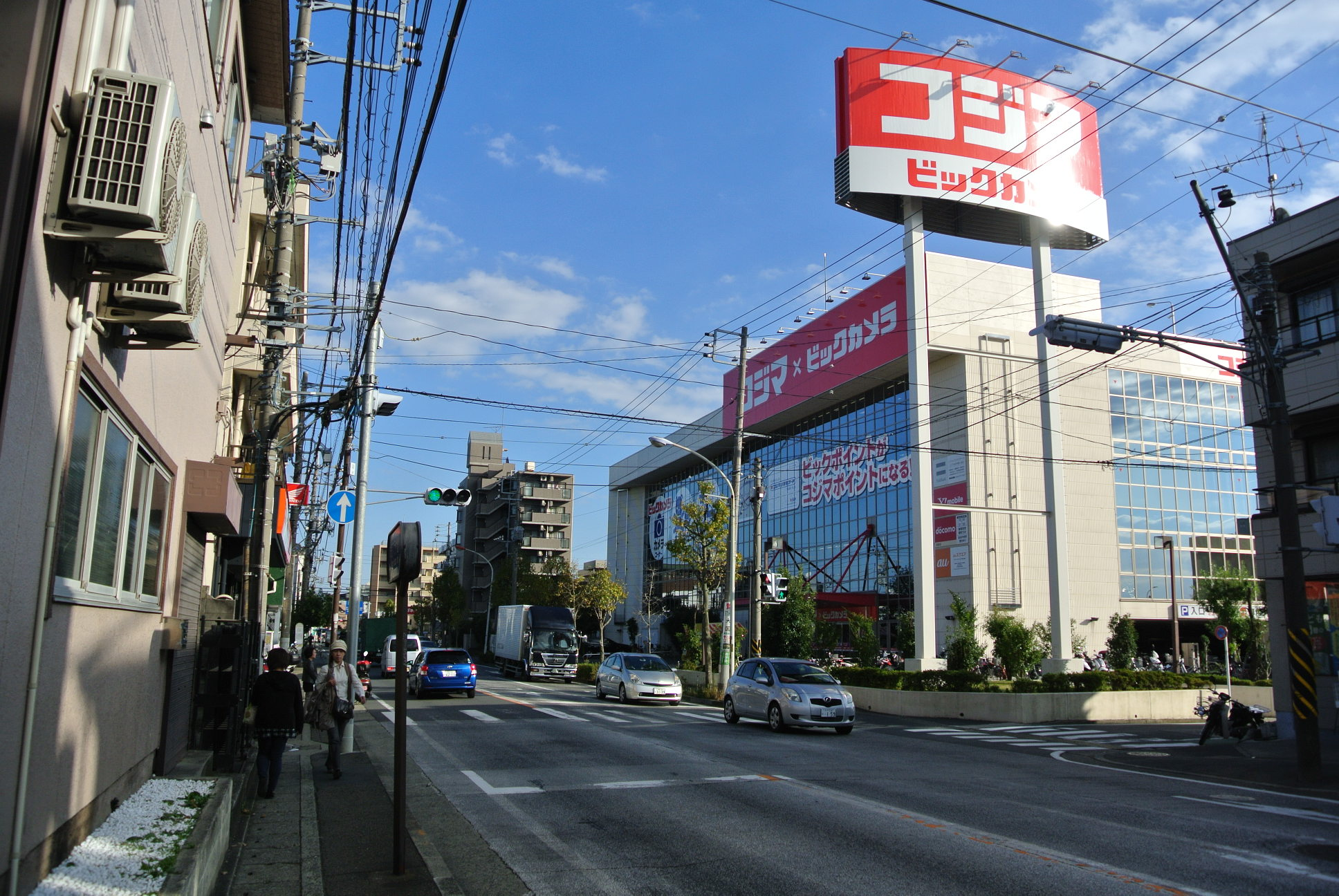
コジマ×ビックカメラ梶ヶ谷店（神奈川県川崎市）
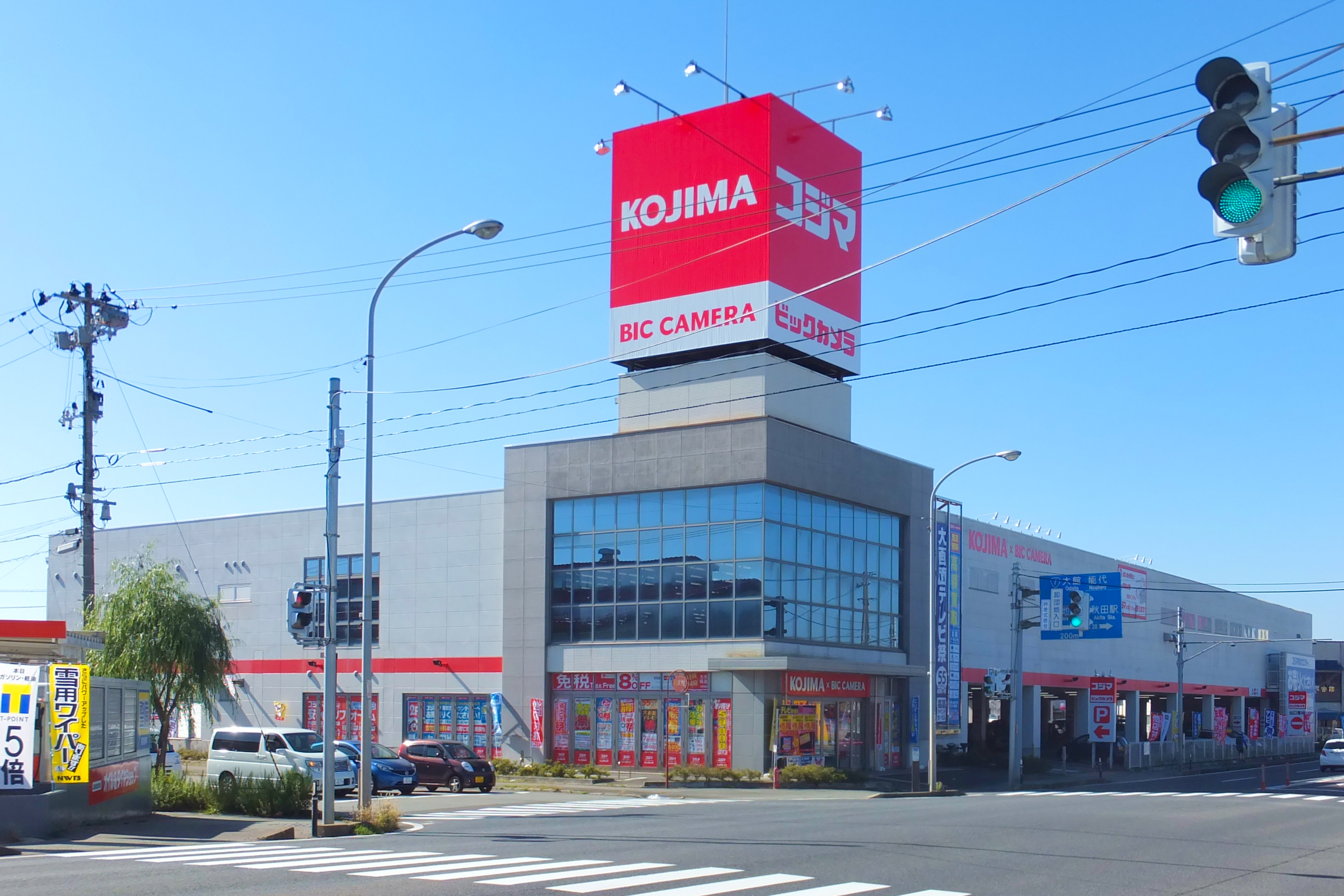
コジマ×ビックカメラ卸団地店（秋田県秋田市）

## 閉店した店舗

### 北海道
- 菊水元町店 (札幌市白石区菊水元町2条2-2-3)
- 里塚店 (札幌市清田区美しが丘1条5-1-10)
- 篠路店 (札幌市北区篠路5条1-1-10)
- 函館店 (函館市桔梗町187-6)
- 五稜郭東店 (函館市本通4-14-13)
- 札幌本店 (札幌市北区新川5条4-1-10、2007年10月21日閉店)
- 澄川店 (札幌市南区澄川3条3-3-7、2007年10月28日閉店)
- 平岡店 (札幌市清田区平岡9条1-1-10、2009年3月29日閉店)
- 白石本通り店 (札幌市白石区本通10丁目北1-1、2010年4月4日閉店)
- NEW手稲店 (札幌市手稲区前田1条12-2-30、2012年6月24日閉店)
- NEW札幌琴似店 (札幌市西区八軒1条東1-4-1、2013年7月15日閉店)

### 青森県
- 弘前東店 (弘前市高田2-2-4)
- 八戸店 (八戸市大字湊町字上田屋前22-1、2013年11月24日閉店)
- NEW青森店 (青森市東大野2-1-18、2015年9月13日閉店)
- コジマ×ビックカメラ弘前ヒロロ店 (弘前市駅前町9-20 弘前ヒロロ2階、2017年8月20日閉店)

### 秋田県
- 土崎店 (秋田市土崎港相染町沼端77-30)
- 広面店 (秋田市広面堤敷41-1)

### 岩手県
- 西仙北店 (盛岡市本宮1-20-5)
- 盛岡店 (盛岡市茶畑2-11-15)
- 花巻店 (花巻市坂本町4-5、2013年11月4日閉店)

### 宮城県
- 泉店 (仙台市泉区市名坂新門前36-1)
- 名取店 (名取市上余田千刈田817)
- 古川店 (大崎市古川大宮3-2-23)
- 愛宕橋店 (仙台市太白区越路25-1、2007年12月16日閉店)
- 石巻西店 (石巻市門脇字二番谷地13-618、2013年閉店)
- NEW仙台店 (仙台市宮城野区宮城野3-6-1、旧東北コジマ本店 2016年1月31日閉店)
- NEW大崎店 (大崎市古川大宮3-3-30、2021年11月28日閉店)

### 山形県
- 桧町店 (山形市桧町4-5-1)
- 鶴岡店 (鶴岡市文下広野18-1)
- 天童店 (天童市北久野本2-9-36)
- 酒田店 (酒田市松原南24-7)
- 米沢店 (米沢市万世町片子152、2013年9月16日閉店)
- NEW三川店 (東田川郡三川町猪子大堰端318-1、2014年6月8日閉店)
- NEW山形店 (山形市東青田4-1-62、2014年6月29日閉店)

### 福島県
- 郡山北店 (郡山市富田町向舘37-2)
- 小名浜店 (いわき市小名浜住吉八合20-1)
- 須賀川店 (須賀川市森宿ヒジリ田53-5)
- 会津若松店（会津若松市北青木1-6、2006年閉店）
- 新白河店 (西白河郡西郷村豊作西2)

### 茨城県
- 渡里店 (水戸市渡里町2693-1)
- 笠間店 (笠間市石井2195)
- 石岡店 (石岡市石岡2911-1)
- 勝田店 (ひたちなか市中根890-1)
- 牛久店 (牛久市柏田町3047-12)
- 守谷店 (守谷市薬師台1-13-1)
- 土浦店 (土浦市文京町18-8)
- NEW水戸インター店 (水戸市大塚町1590)
- NEW日立南店 (日立市森山町4-10-32、2014年8月24日閉店)
- NEW水戸店 (水戸市笠原町188-1、2015年6月28日閉店)
- NEW下館店 (筑西市西谷貝813、2016年4月3日閉店)
- NEW古河店 (古河市松並2-18-10、2020年5月31日閉店)
- NEW学園都市店 (つくば市二の宮1-3-1、2021年8月15日閉店)

### 栃木県
- 陽南店 (宇都宮市江曽島2-11-21 生協とちぎ陽南店2階)
- 二荒店
- 盛天堂→コジマ薬品星が丘店 (宇都宮市星が丘2-1-8)
- 雀宮店 (宇都宮市みどり野町36-6)
- 西店 (宇都宮市鶴田町3414-11)
- 北店
- 本店→宇都宮駅前店 (宇都宮市今泉1-1-10)
- 平成本店 (宇都宮市星が丘2-1-10)
- 駅東店 (宇都宮市駅東大通り)
- 西大寛店 (宇都宮市西大寛2-4)
- 富士重工生協店 (宇都宮市陽南1-1-11)
- 生協戸祭店→コジマ薬品生協戸祭店 (宇都宮市戸祭3-4-15)
- 晃望台店→コジマドラッグ晃望台店 (鹿沼市貝島町509-1)
- 真岡並木町店 (真岡市並木町1-10-1)
- 足利葉鹿店 (足利市葉鹿町505-1)
- 芳賀店 (芳賀郡芳賀町祖母井355-1)
- 矢板店 (矢板市中157-1)
- 黒磯店 (那須塩原市清住町94-232)
- 佐野店 (佐野市富岡町184)
- 小山北店 (小山市喜沢651-2)
- NEW南小山店 (小山市雨ケ谷730-5)
- NEW上三川店 (河内郡上三川町大字上蒲生2134)
- 氏家店 (さくら市卯の里3-42-1)
- 大田原店 (大田原市浅香3-3578-785、2010年6月20日閉店)
- 光陽台店 (塩谷郡高根沢町光陽台4-17-5)
- NEWみどり野店→コジマ薬品みどり野店 (宇都宮市みどり野15-6、2012年閉店)
- NEW県北店 (那須塩原市新南163-751、2013年10月20日閉店)
- NEW東店→コジマ×ビックカメラ東店 (宇都宮市東今泉2-5-31、2015年10月4日閉店)
- 烏山店 (那須烏山市旭1-9-10、2016年9月閉店)
- NEW宇都宮南店 (宇都宮市宮の内2-806-1、2021年11月21日閉店)

### 群馬県
- 貝沢店 (高崎市貝沢町1244)
- 荒牧店 (前橋市荒牧町2-1-3)
- 伊勢崎店 (伊勢崎市八坂町6-24)
- 藤岡店 (藤岡市中栗須286-3)
- NEW渋川店 (渋川市行幸田63-1 とりせん渋川店2階)
- NEW前橋大友店 (前橋市大友町2-6-1、2011年6月5日閉店)
- NEW館林店 (館林市富士原町888とりせん小桑原店2階、2012年7月8日閉店)
- NEW桐生店 (みどり市笠懸町阿左美1299-3、2014年8月閉店)
- NEW日吉店 (前橋市日吉町3丁目31-26、2014年9月29日閉店)
- NEW大泉店 (邑楽郡大泉町日の出53-1 とりせん大泉店2階、2015年11月1日閉店)
- NEW伊勢崎店 (伊勢崎市韮塚町1189-4、2019年12月15日閉店)
- NEW太田店 (太田市西本町54-19、2021年7月4日閉店)

### 埼玉県
- 本庄店 (本庄市東台5-3-23)
- 上尾店 (上尾市日の出1-9-5)
- 戸田店 (戸田市笹目3-8-11)
- 東松山店 (東松山市山崎町5-3)
- 狭山店 (狭山市入間川4-3-19)
- 鴻巣店 (鴻巣市天神3-1-8)
- 蓮田店 (蓮田市西城1-65)
- 緑町店 (春日部市緑町5-8-24)
- 志木店 (志木市上宗岡2-20-10)
- 東所沢店 (所沢市東所沢和田1-5-6)
- 指扇店 (さいたま市西区大字指扇2262)
- 幸手店 (幸手市中3-19-32)
- NEW大宮店 (さいたま市大宮区天沼町2-636-1)
- NEW久喜店 (久喜市久喜中央4-1336-1、2019年9月30日閉店)
- NEW上福岡店→コジマ×ビックカメラ上福岡店 (ふじみ野市福岡2-1-6、2020年11月8日閉店)
- NEW与野店 (さいたま市中央区本町西4-15-7、2021年8月22日閉店)
- NEW加須店 (加須市浜町1-8、2022年6月19日閉店)
- NEW川越インター店→コジマ×ビックカメラ川越インター店 (川越市南大塚2-11-13、2023年4月23日閉店)

### 千葉県
- 柏沼南店 (柏市大井538-18)
- 浜野店 (千葉市中央区村田町893-945)
- 野田店 (野田市堤根129-1)
- 我孫子店 (我孫子市並木7-15-28)
- 佐倉店 (佐倉市春路1-1-4)
- 成田店 (成田市三郷台3-1-8)
- 木更津店 (木更津市太田3-11-1、2010年閉店)
- NEW千葉中央店 (千葉市中央区祐光2-4-1、2013年2月3日閉店)
- NEW君津店 (君津市杢師1-14-23、2013年12月15日閉店)
- NEW印西店→NEW千葉ニュータウン店 (印西市中央北2-2 イオンモール千葉ニュータウンエンジョイライフ棟2階、2014年5月閉店)
- NEWユーカリが丘店 (佐倉市南ユーカリが丘12-1、2016年5月8日閉店)
- NEW花見川店 (千葉市花見川区柏井1-4-23、2016年8月14日閉店)
- NEW幕張インター店→アウトレット幕張店 (千葉市美浜区幕張西1-1-7、2016年10月30日閉店)
- NEW成田店 (成田市飯田町23-3、2018年4月30日閉店)

### 東京都
- 西町田店 (町田市根岸2-33-2)
- 南町田店 (町田市鶴間784-1、2004年1月18日閉店)
- 下赤塚店 (板橋区赤塚2-1-8下赤塚東武ホープセンター2階)
- 青梅店 (青梅市新町8-25-5)
- 昭島店 (昭島市中神町2-23-14)
- 足立店 (足立区西保木間2-15-26)
- 多摩店 (多摩市和田1434-1)
- NEW町屋店 (荒川区町屋6-32-21)
- NEW大井競馬場前店 (品川区勝島1-6-16ウィラ大井3階、2013年2月24日閉店)
- NEW八王子店 (八王子市緑町927-1、2013年3月17日閉店)
- NEW西新井店 (足立区西新井1-39-4、2014年4月6日閉店)
- NEW府中店 (府中市寿町2-4-12、2014年10月19日閉店)
- NEW東久留米店 (東久留米市八幡町1-9-28、2017年2月26日閉店)

### 神奈川県
- 厚木店 (厚木市中依知338-1)
- NEW川崎店 (川崎市川崎区日進町3-7、2005年3月13日閉店)
- 平塚北店 (平塚市豊田本郷1730-1)
- 横浜店 (横浜市中区曙町2-18曙町新井ビル、2010年閉店)
- NEW青葉台店 (横浜市青葉区榎が丘7-22、2010年閉店)
- NEW平塚店 (平塚市田村5-18-20、2012年10月28日閉店)
- NEW小田原店 (小田原市高田309-1、2014年1月19日閉店)
- NEW平間店 (川崎市中原区田尻町67-1、2013年3月10日閉店)
- NEW新杉田店 (横浜市磯子区中原2-2-22、2013年5月26日閉店)
- NEW藤沢店 (藤沢市石川2-4-6、2013年6月9日閉店)
- NEW横浜日吉店 (横浜市港北区箕輪町2-4-37、2013年6月16日閉店)
- NEW権太坂スクエア店 (横浜市保土ケ谷区権太坂2-14-9 権太坂スクエア2階、2013年12月29日閉店)
- NEW小田原店 (小田原市高田309-1、2014年1月19日閉店)
- NEW伊勢原店→コジマ×ビックカメラ伊勢原店 (伊勢原市桜台1-21-5、2021年10月31日閉店)

### 山梨県
- 竜王店 (甲府市富竹新田1454-1)→現在のコジマ×ビックカメラ甲府店に事実上の移転統合。

### 新潟県
- 空港通り店 (新潟市東区浜谷町2-1-2)
- 笹口店 (新潟市中央区南笹口2-1-6)
- 燕三条店 (燕市井土巻2-122、2010年閉店)
- 長岡店 (長岡市南七日町89-27、2010年9月5日閉店)
- イオンモール新発田店 (新発田市住吉町5-11-5 イオンモール新発田2階、2016年5月31日閉店)

### 富山県
- NEW富山店→コジマ×ビックカメラ富山店 (富山市中川原八幡田割402-1、2021年8月22日閉店)
- NEW西富山店→コジマ×ビックカメラファボーレ富山店 (富山市婦中町速星123、2024年6月30日閉店)

### 石川県
- 西泉店 (金沢市西泉1-2、2003年1月29日閉店)
- NEW金沢駅西店 (金沢市駅西新町3-12-12、2013年3月17日閉店)

### 福井県
- NEW福井エルパ店 (福井市大和田2-418、2012年7月1日閉店)

### 長野県
- 松本南店 (松本市平田東32-20)
- 三輪店 (長野市三輪1-7-10)
- NEW長野店 (長野市稲里町中央3-2-23、2013年6月30日閉店)
- NEW松本店 (松本市高宮東1-36、2013年11月10日閉店)

### 静岡県
- NEW東浜松店 (浜松市東区［現・中央区］宮竹町322-1)
- NEW静岡有明店→コジマ×ビックカメラ静岡有明店 (静岡市駿河区有明町3-15、2024年2月18日閉店)

### 愛知県
- NEW小牧店 (小牧市中央1-228-1)
- NEW岡崎店 (岡崎市井田南町2-7、2011年1月16日閉店)
- NEW一宮店 (一宮市羽衣2-5-1、2013年2月24日閉店)
- NEW日進店 (日進市赤池町箕ノ手72-1、2013年5月10日閉店)
- NEW砂田橋店 (名古屋市東区砂田橋1-1-10、2014年2月23日閉店)
- NEW瀬戸店 (瀬戸市緑町1-106、2014年10月19日閉店)
- NEW名古屋北店 (名古屋市北区玄馬町234-1、2015年1月12日閉店)
- コジマBOOKS文教堂名古屋北店 (名古屋市北区玄馬町234-1、2015年1月12日閉店)
- コジマ×ビックカメライオンモール常滑店 (常滑市りんくう町2-20-3 イオンモール常滑1階、2021年12月26日閉店)
- コジマ×ビックカメラプライムツリー赤池店 (日進市赤池町箕ノ手1　プライムツリー赤池2階、2024年8月4日閉店)

### 岐阜県
- NEW岐大バイパス店 (瑞穂市稲里580-1)
- NEW西岐阜店 (岐阜市折立238-1、2013年2月24日閉店)

### 三重県
- NEW四日市店→コジマ×ビックカメラ四日市店 (四日市市新正1-12-10、2018年5月13日閉店)

### 滋賀県
- NEW大津店 (大津市浜大津4-1-1、2012年9月23日閉店)

### 京都府
- NEW桂大橋店 (京都市右京区西京極堤下町3-7、2009年1月31日閉店)
- NEW伏見店 (京都市伏見区横大路芝生1、2013年2月11日閉店)

### 奈良県
- NEW奈良店 (奈良市宝来3-11-9)
- NEW香芝店 (香芝市下田西2-348-1、2012年8月26日閉店)

### 和歌山県
- NEW野崎店 (和歌山市福島89-1)
- NEW和歌山店 (和歌山市手平3-1-43、2017年9月3日閉店)

### 大阪府
- NEW東大阪店 (東大阪市長栄寺18-17)
- NEW緑地公園店 (吹田市千里山竹園1-1-1 阪急オアシス緑地公園店2階、2011年10月10日閉店)
- NEW寝屋川店 (寝屋川市秦町46-1、2012年4月8日閉店)
- NEW和泉店 (和泉市芦部町86-1、2012年9月17日閉店)
- NEW門真店 (門真市一番町5-18、2012年9月30日閉店)
- NEW松原店 (松原市丹南3-2-10、2013年5月19日閉店)
- NEW高槻店 (高槻市松川町23-2、2013年9月23日閉店)
- NEW旭店 (大阪市旭区大宮4-14-11、2013年10月27日閉店)
- NEW関西空港店→NEWりんくう羽倉崎店 (泉南郡田尻町嘉祥寺588、2014年7月27日閉店)
- NEWあべの店 (大阪市阿倍野区三明町2-1-4 阪急オアシスあべの店1階、2017年8月6日閉店)
- NEW茨木店→コジマ×ビックカメラ茨木店 (茨木市双葉町5-3、2020年11月1日閉店)
- コジマBOOKS文教堂茨木店 (茨木市双葉町5-3、2020年11月1日閉店)

### 兵庫県
- NEW垂水店 (神戸市垂水区名谷町1400-18)
- NEW長田店 (神戸市長田区浪松町4-1-1)
- NEW御影東明店 (神戸市東灘区御影塚町4-11-20)
- NEW手柄店 (姫路市手柄158-1、2011年5月29日閉店)
- NEW芦屋店 (西宮市郷免町4-17、2012年10月21日閉店)
- NEW大開店 (神戸市兵庫区水木通7-1-10メラード大開2階、2014年閉店)
- NEW鳴尾店 (西宮市上田西町2-5、2016年8月14日閉店)
- NEW名谷店→コジマ×ビックカメラ名谷店 (神戸市須磨区西落合1-1-11、2024年3月31日閉店)

### 鳥取県
- NEW鳥取店 (鳥取市晩稲100-1 イオンモール鳥取北1階、2014年1月13日閉店)

### 島根県
- NEW松江店 (松江市東津田町486-1、2014年4月6日閉店)

### 岡山県
- NEW岡山店 (岡山市南区新保1101-3、2014年3月31日閉店)
- NEW倉敷店 (倉敷市中島1358-1、2014年9月28日閉店)

### 広島県
- NEW福山店 (福山市明神町2-15-43、2015年8月30日閉店)

### 徳島県
- NEW徳島店 (板野郡北島町鯛浜字西ノ須20-2、2013年2月24日閉店)

### 香川県
- NEW高松店→KojimaDirect高松店 (高松市上福岡町2021-5、2014年4月27日閉店)

### 愛媛県
- NEW松山店 (松山市東石井6-16-39、2014年5月11日閉店)

### 高知県
- NEW高知インター店 (高知市薊野西町3-34-1、2013年6月2日閉店)

### 福岡県
- NEW粕屋店 (糟屋郡粕屋町仲原2706)
- NEW野間大池店 (福岡市南区柳河内1-2-2 ダイエー野間店内、2005年10月31日閉店)
- NEW福岡空港店 (糟屋郡志免町別府北3-1-1、2013年8月18日閉店)

### 大分県
- NEW大分店 (大分市高城西町32-47、2012年4月22日閉店)

### 佐賀県
- NEW鳥栖店 (鳥栖市轟木町1198、2013年3月24日閉店)

### 長崎県
- NEW長崎店 (西彼杵郡時津町元村郷1191-1、2013年7月1日閉店)

### 熊本県
- NEW熊本インター店 (熊本市東区西原3-3-22、2015年3月8日閉店)

### 宮崎県
- NEW宮崎店 (宮崎市花ケ島町小物町2653、2013年2月24日閉店)

### 鹿児島県
- NEW谷山店 (鹿児島市南栄5-10-41、2013年2月24日閉店)
- NEW与次郎店 (鹿児島市与次郎1-8-27、2014年3月23日閉店)

### 沖縄県
- コジマ×ビックカメラ沖縄アウトレットあしびなー店 (豊見城市豊崎1-188 沖縄アウトレットモール・あしびなー2階、2024年11月17日閉店)

## その他

### 作品へのコラボ
2011年から2012年までの期間限定でコラボレーションを実施。2011年春には『海賊戦隊ゴーカイジャー』、2011年秋には『メタルファイト ベイブレード4D』、2012年春には『特命戦隊ゴーバスターズ』、2012年秋には『メタルファイト ベイブレード ZEROG』とのタイアップキャンペーンを行っていた。

### サービス

#### ポイントカード
2003年6月3日より、個人向けポイントサービス付のカード「コジマお客様カード」を導入、2006年7月8日に法人向けに「法人コジマお客様カード」の発行を開始し、2008年10月にはポイント制度をより強化すると発表、実行した。発行開始時には、個人向けのカードは白、法人向けのカードは濃い水色であったが、法人向けの水色のカードは2014年頃に発行終了し、白いカードも2016年より順次名称を「コジマポイントカード」に変更し、デザインも「ビックカメラポイントカード」のデザイン変更に併せてシルバーのカードの発行を開始した（従来の「コジマお客様カード」もそのまま使用出来る）。顧客の商品購入履歴を記録して、予測される修理・部品の手配を迅速に行うことを目的としている。コジマの全店舗と「コジマネット」並びにグループ企業の「ビックカメラ」「ソフマップ」の全店舗（ネット通販では利用不可）で利用可能。後に、「アクティブ65倶楽部」の名称で、65歳以上の顧客が利用可能なゴールドのカードも発行開始され、通常のポイントに2%上乗せされるサービスを開始している（上乗せは、コジマ運営店舗のみ対象）。従来のカード利用者もデータ移行を行う形で切替発行可能。
2017年6月には、ポイントカードの機能に加えクレジットカード（イオン銀行発行、国際ブランドはJCBまたはMasterCard付帯。プロセシングはイオンフィナンシャルサービス（旧・イオンクレジットサービス）、WAONの機能を備えた「コジマ×ビックカメラカード」を発行開始した。

なお、ビックカメラ傘下に入る前以前から発行しているクレジットカードであるコジマカード（オリコ発行）は2018年に「コジマクレジット＆ポイントカード」にリニューアルされ継続して発行されている。リニューアル前にはジャックス・セディナとの提携カードもあったがこちらは2018年11月30日をもって新規発行終了。セディナ提携カードについては、提携終了に伴い2023年9月30日を持って取扱終了している。リニューアル後はコジマカード時代になかったコジマのポイント機能を搭載されている。またコジマ×ビックカメラカードとは分割払いの金利優待で差別化されていたが、2022年5月1日より「無金利分割払い」に限りコジマ×ビックカメラカード既加入者も利用出来る様になった。
2017年には、Pontaを導入した。こちらは、税込200円で1ポイント付与され、たまっているポイントの使用も可能（1ポイント=1円）。ただし、上記の「コジマポイントカード」との双方のポイント付与ならびに両ポイント同時支払は不可となるため、いずれか一方のみ選択する形となる（「付与はコジマ／Pontaポイント支払」や「付与はPonta／コジマポイント支払」は可能）。また、特別ポイントは付与されず、長期保証の加入や購入記録を残したい場合には、コジマ・ビックカメラ・ソフマップの何れかのポイントカードが必要になる。また、コジマではPontaカードの新規発行はしていない。
現金・J-デビット、電子マネー(一部を除く)、コジマ×ビックカメラカード、ビックカメラSuicaカード、ビックカメラJ-WESTカード、BIC CAMERA JQ SUGOCA / 同エクスプレス、ビック買取マネーの場合、基本1%の還元であるが、「コジマ×ビックカメラカード」「ビックカメラSuicaカード」「ビックカメラJ-WESTカード」「BIC CAMERA JQ SUGOCA / 同エクスプレス」以外のクレジットカード（VISAデビット・JCBデビット等のブランドデビットやau PAY プリペイドカード含む）、iD、QUICPay、専用商品券、ギフト券で支払いをした場合、2%減算（現金時2%or1%の場合には一律0.5%付与）となり、ショッピングクレジット（コジマカードを申込したが、カード否決でショッピングクレジットに切り替えた場合も含む）の場合には、現金時1%以上の場合には一律0.5%還元となる。開始当初は0.8%だった。蓄積されたポイントはレジにて確認することができる。
複数枚カードの所有は可能だが、同一名義人のカードであれば、店舗にて所定の手続きを経る事により1枚にまとめることが出来る（コジマポイントカード導入後は、コジマのホームページ上のログインサイトから併合可能で、この場合は、原則、最後に登録した番号のカードが生きるカードとなる）。また、「コジマ×ビックカメラ」店舗では、キャンペーンや購入する商品などにより加算率が異なる場合もある。ポイント有効期限は最後の利用から1年である（なお、ビックポイントカードをコジマ運営店舗で利用した場合も、2年間有効となっている。コジマポイントカードをビックカメラ直営店舗で利用した場合は、1年間有効）。
なお、コジマ店舗全店でビックポイントをコジマポイントへ移行すること、逆にコジマポイントをビックポイントへ移行することが可能である。。もちろんコジマポイントをソフマップポイントへ移行することとソフマップポイントをコジマポイントへ移行することも可能である。。
尚、ビックカメラグループの通販サイト「コジマネット」「ビックカメラ.com」「ソフマップ.com」の会員で、かつ保有ポイントカードを「店舗・ネット共通利用」の登録をしている場合には、ポイントを移行させたい先の「お客様ページ」内にてポイント移行ができる。その場合には、両サイト・両ポイントカードのお客様情報が合致していないと移行できない。

#### 長期保険
エアコン、テレビ、冷蔵庫など商品限定ではあるが5年ないしは10年間の長期保険がある。故障ならびに火災、落雷による損傷が対象になり、購入金額に対して1年目100%、2年目80%、3年目70%、4年目60%、5年目50%、6年目以降は30%までで、修理金額の累計が購入金額に達するまで保証が受けられる。当初は1回限りの修理代金補助であった。
2000年代以降は、商品金額の5%を追加で払えば保険をつけることができる商品が追加されている。ただし購入日からの年から計算した1回毎の上限金額を超えた場合、超えた金額を自己負担する場合がある。また、パソコンに関しては長期保険も別のタイプが用意されており、故障ならびに火災、落雷に対応しているのは変わらないが、1年目100%、2年目50%、3年目40%、4年目30%、5年目20%となっている。こちらは10万円以上の商品が対象で、掛け金が購入金額の5%となっている。その他にパソコンには無料保険も存在し、10万円以上のパソコンが対象となるが、対象金額のパソコン購入時に必ずついてくるものであり、保証金額は5%の掛け金を使っているものと変わらないが、1回限りしか使えないのと、免責金が3万円かかる形になっている。
2015年10月現在は、パソコン・パソコン以外共に親会社のビックカメラ同様の保証内容になっており、保証金額の減額なし・期間中であれば何度でも対応するように改善されている。新品購入時の全損保証にも別途対応する。
当初は盗難まで対象であったが、不正利用対策をしていなかったため大幅な赤字となり対象外となった。

#### ドリームBOX
かつて、お客様サービスの一環として設置されていた赤い端末だが、現在は撤去済み。名称は社内公募され決定した。機能は、修理品追跡サービス、来店クーポン発券等である。バーコード読み取り器にカードを読ませると当日のみ有効のクーポン券が発券される。当初は値引きクーポンであった。名前を変えつつ最後はポイント進呈クーポンに変わった。
抽選により50円から4,000円分が発券される。100ポイント券の場合、お客様カード提示とクーポン券を出し3,000円以上購入するとポイントが加算される。過去にはクーポン最低金額が10円だったり、ポイントプレゼント最低購入金額が1,000円から3,000円に変わるなど何度か改定が行われていた。

### 商品

#### 各種販促品
コジマのキャラクターである「コジ坊」や「マコちゃん」のキャラクターキーホルダー、湯のみ、マグカップ、雨傘、ストラップ、リモコン抱っこぬいぐるみ等といったグッズやコジ坊オリジナルうまい棒といったお菓子まで多数存在するが配布期間が過ぎると手に入りにくい。過去にはかなりの頻度で提供していた。

#### 独自商品
フレッシュグレー
主に2 - 4月頃の引越、新生活開始シーズンに提案されるプライベートブランド商品群。家電の色彩統一に向いている。通常期でも購入可能。2000年代以降はコジマ専売品に採用されることが多くなった。
コジマネットパラレルプロバイダーサービス
1つのIDで各提携会社（KDDI（旧・NEWEB）、NTTPCコミュニケーションズ、NTTコミュニケーションズ）のインターネットのアクセスポイントを月ごとに使い分けができるサービスであり、ISDNとダイヤルアップ接続で利用可能であった。また各社の回線を使用するが、あくまでコジマのサービスであるため直接提携各社のサービスは利用できなかった。
それぞれ下記の特徴のあるアクセスポイントが利用できる。
- 月額接続料固定制、通信費別
- 月額接続料従量制、通信費別
- 月額接続料従量制、通信費込

アクセスポイントが整備されていない時期には有用なサービスであったが、無料プロバイダの登場、ADSLをはじめとする常時接続サービスが開始されてからは存在意義が薄れており、末期にはADSL（イー・アクセス、フレッツ）、AIR-EDGEとのタイアップ商品を勧めていた。2010年8月をもってプロバイダサービスの提供は終了し、AOLへの乗り換えを進めている。

### 不祥事

#### 廃家電不正処理問題（家電リサイクル法に基づく勧告）
2007年12月5日、環境省より、全国で約372万台引き取った廃家電のうち、76,745台の廃家電が製造業者等に引き渡されていなかったとして勧告を受けている。

#### 職業安定法違反問題（ヘルパーへの直接業務命令）
2008年6月19日、同社NEW茨木店（大阪府茨木市）が、東芝系列の販売会社から派遣された販売員（ヘルパー）に対し、雇用関係が無いにもかかわらず、直接指示・命令して店舗で販売行為などをさせたとして、大阪労働局から職業安定法に基づく是正指導を受けた。ヘルパーを事実上、自社の従業員のように使い、人件費削減につなげていた。過去には、ミドリ電化やヤマダ電機でも同様な事態が発覚し、京都労働局と大阪労働局から、それぞれ是正指導と立入調査を受けている。

#### 景品表示法違反問題（不当表示に基づく改善指示）
2010年9月16日、北海道内の店舗にて、実際は5年間の期間中に一度しか受けられない長期保証を「何度でも使える!長期保険証無料進呈!」と表示した上、通常の販売価格より数千円高い価格を表示した後に値引きを行うことで、消費者に値下げ幅を過大に認識させていたとして、北海道より景品表示法違反（有利誤認）に基づく指示を受けている。
※コジマのパソコン購入後、1年以内といえども故障した場合、そのパソコンと共に3万円を提出し、見積もりが5万円となった場合、さらに2万円を追加支払することとしていた。
実際のコジマ無料保証は、パソコン以外の保険対象商品は何度でも無償で使えるが、パソコンは一度限りの保証である。

## 広告宣伝

### テーマソング
- テーマソングのタイトルは「It's a happy "YASUI" world!」。この歌は通信カラオケのJOYSOUND（曲番号：67591）、ならびにUGA（曲番号：5553-23）に収録されており、歌うことが出来る。沖縄県那覇市にNEW那覇店を出店した際には地元の音楽グループ・琉球チムドン楽団の「It's a happy "YASUI" world（琉球チムドン楽団バージョン）」を採用したことがある。
- このテーマソングは、一時期独立局のテレビ埼玉などで放送されたコジマ天気予報でバックのBGMとして同曲が、予報の晴れマークとして「コジ坊」がそれぞれ用いられていた。
- 同社をはじめソフマップ、ビックカメラなどビックカメラグループ3社を含む計9社のテーマソングを収録したアルバム『エレクトリックパーク』が、ポニーキャニオンより発売されている。ちなみに、ビックカメラグループになってから、「ビックカメラ」の店舗でもそのことを告知する館内放送でインスト版がBGMとして時折流されている他、「コジマ×ビックカメラ」業態の店舗においては、ビックカメラとコジマのそれぞれのテーマソングのインスト版（基本的にはインストだが、楽曲の最後のみ「♪コ～ジマ」の声が入る）が交互に流されている。なお、現在は「It's a happy "YASUI" world!」の歌詞付きフルバージョンは「コジマ×ビックカメラ」の一部店舗で利用されている。
- 柏レイソルの小島亨介選手のチャント（応援歌）にも採用されている。
- 1992年頃から1997頃まで、女性ボーカルの「コ～ジマ！♪」が印象的のテーマソングが存在した。

### 太陽マーク
コジマのシンボルである笑顔の太陽のマークは栃木県外への進出を推進していた1985年7月より看板などに採用されていたが、店舗看板については2022年11月に最後まで残っていたコジマNEW甲府店の看板が工事に入り、完全に姿を消した。2013年のビックカメラグループ入り後は「コジマ×ビックカメラ」の看板へ転換される中で、山口宇部空港店のようにマークはそのままに、色だけを変更しコジマ×ビックカメラのロゴマークを併用するケース（後にコジマ×ビックカメラの看板へ交換）や、伊勢原店（2021年10月31日閉店）のように店舗名としてはコジマ×ビックカメラであるが、店舗外観は従来のコジマのままといったケースも見られた。しかし太陽マークは現在もコジマの正式なシンボルマークとして位置づけられており、公式HPのドメイン画像などに使用されている。
1989年よりこの太陽マークをモチーフにしたキャラクター「安値ボーヤ」がcmやチラシなどで登場するようになった。この「安値ボーヤ」が後の「コジ坊」である。このコジ坊はチラシ・グッズにプリントされていたり、着ぐるみが各地の店舗やイベントに登場したりしている。ビックカメラグループ入り後も活躍中で2015年には創業60周年を記念してリニューアルされた。このリニューアルの際に「従業員の立場から接客や商品説明ができる・コジマの中堅社員」という設定が追加された。また、ご当地コジ坊も制作された。2015年から2020年までゆるキャラグランプリにも参加していた。コジ坊のガールフレンドに「マコちゃん」というキャラクターが存在したが2015年以降はグッズなどには登場せず、店舗からも改装などの際に姿を消している。
太陽マークの由来は「いつでもお客様に明るさと暖かさを提供し続けていきたい」という創業当時の精神を込めた物としており、創業者の小島夫妻がドライブの際に着想を得て、太陽のデザインを社内公募した上でイメージを絞り込み、はちきれんばかりの笑顔とウインク顔の2パターンを最終候補に選定した。はちきれんばかりの笑顔のデザインは口を大きくして笑顔を強調し、角度をつけ「商人は鼻を高くしてはいけない」として鼻をオミットするといった小島の意見を踏まえた改良を行っており、当初はウインク顔と並行使用していたもののウインク顔は短期間で用いられなくなった。

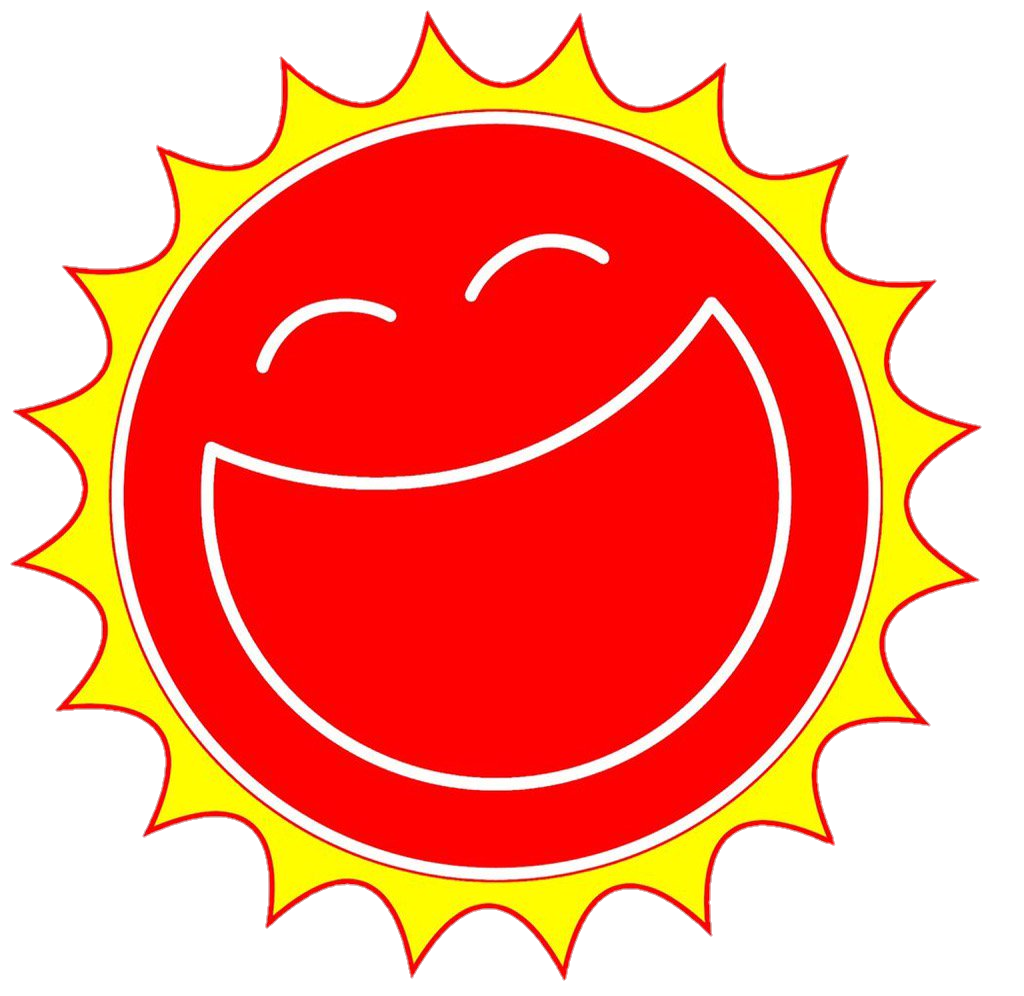
太陽マーク
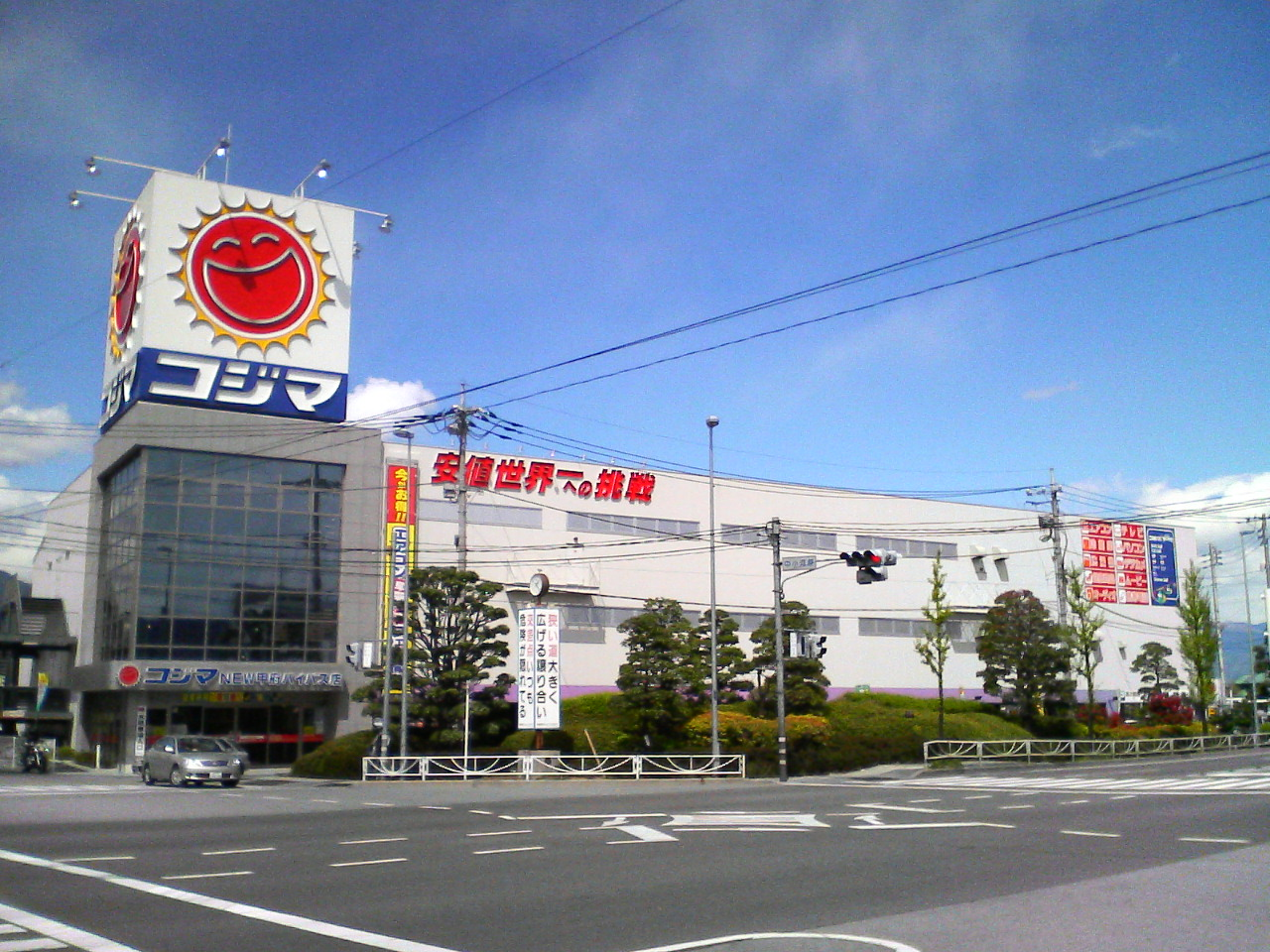
- 太陽マークを揚げる店舗の例 - コジマNEW甲府バイパス店（現在は交換済み）
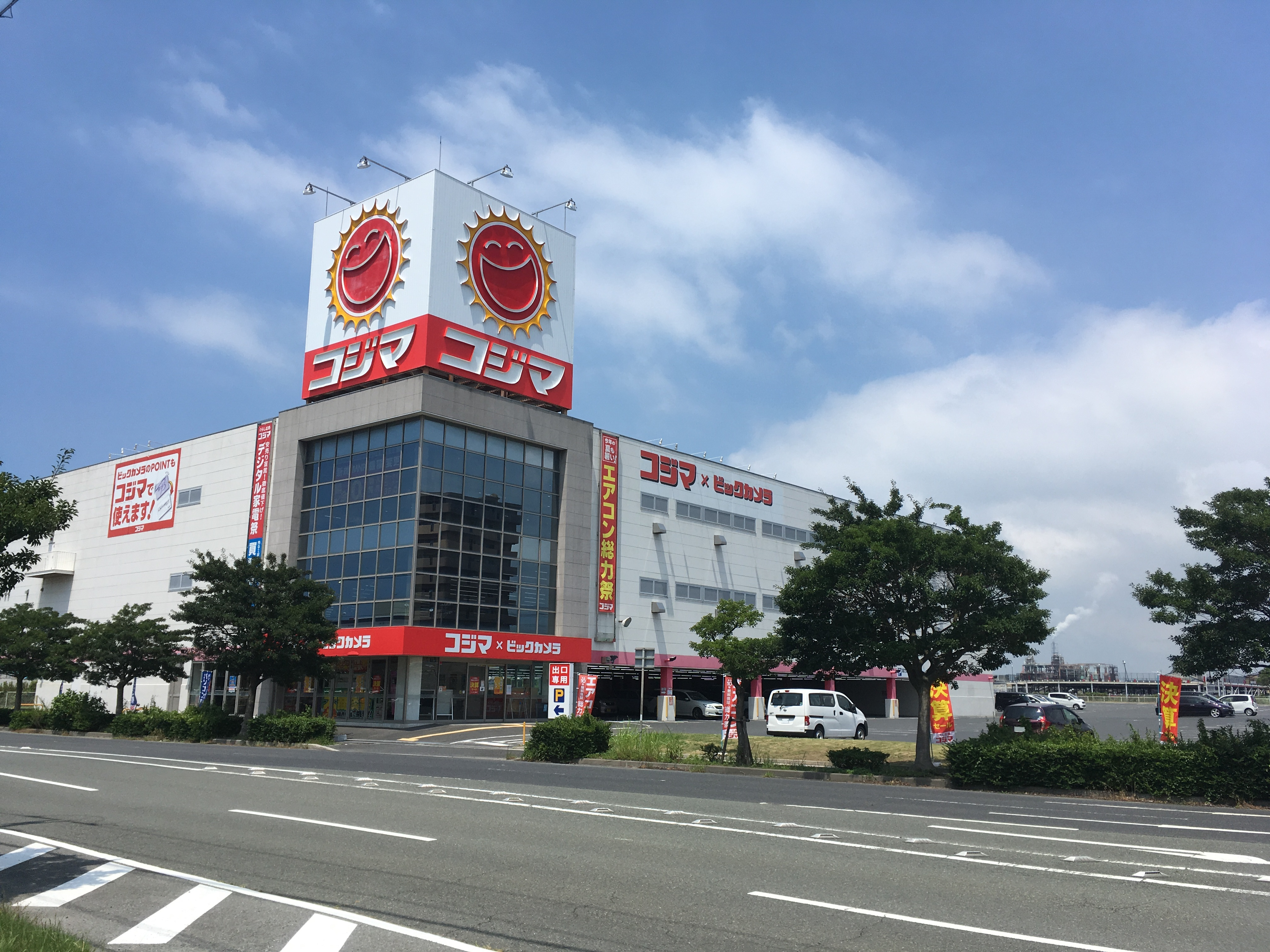
- 太陽マークを残し配色のみを変更した店舗の例 - コジマ×ビックカメラ山口宇部空港店（現在は交換済み）
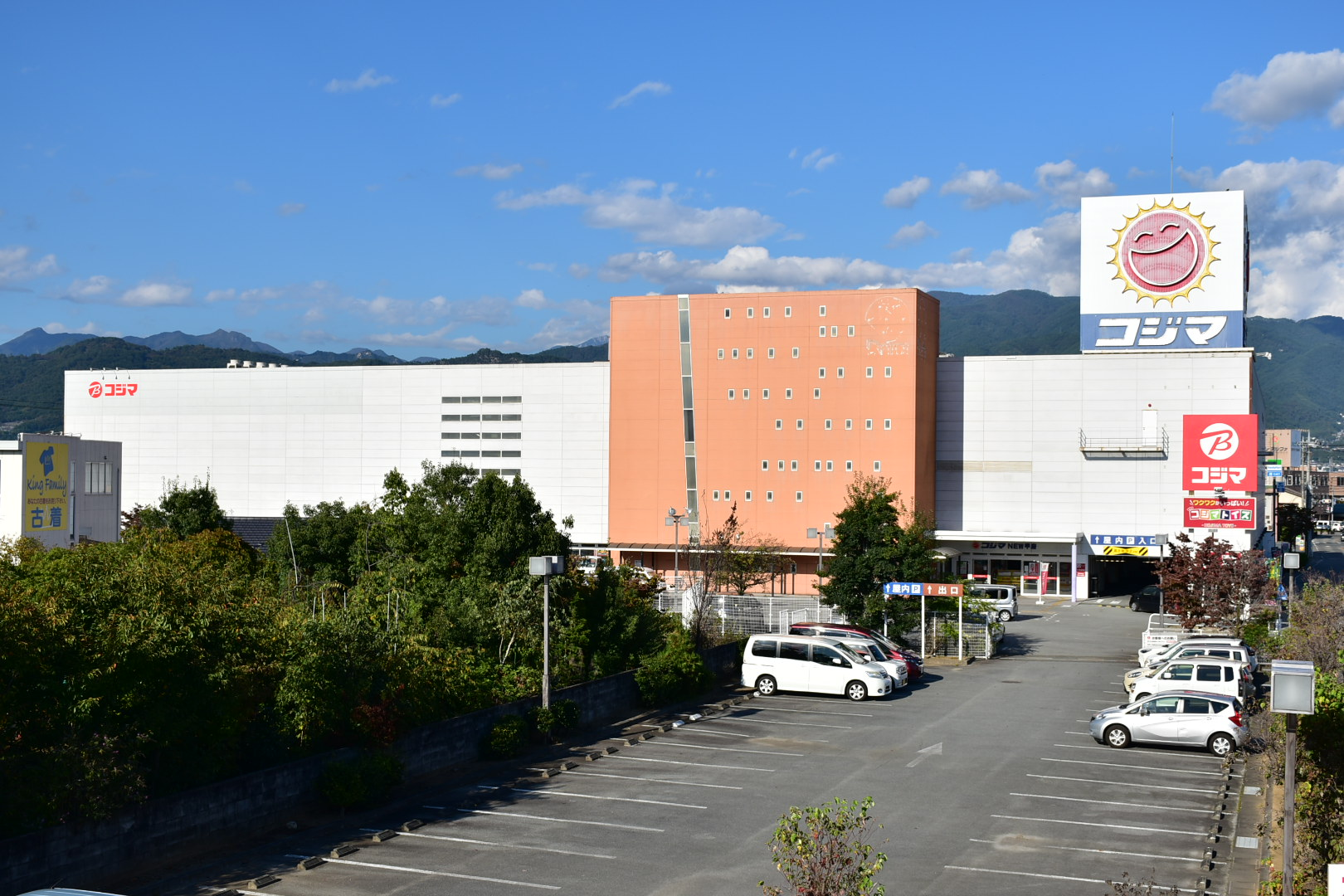
- 2022年11月まで太陽マークを掲げ続けた最後の店舗 - コジマNEW甲府店（現在は交換済み）
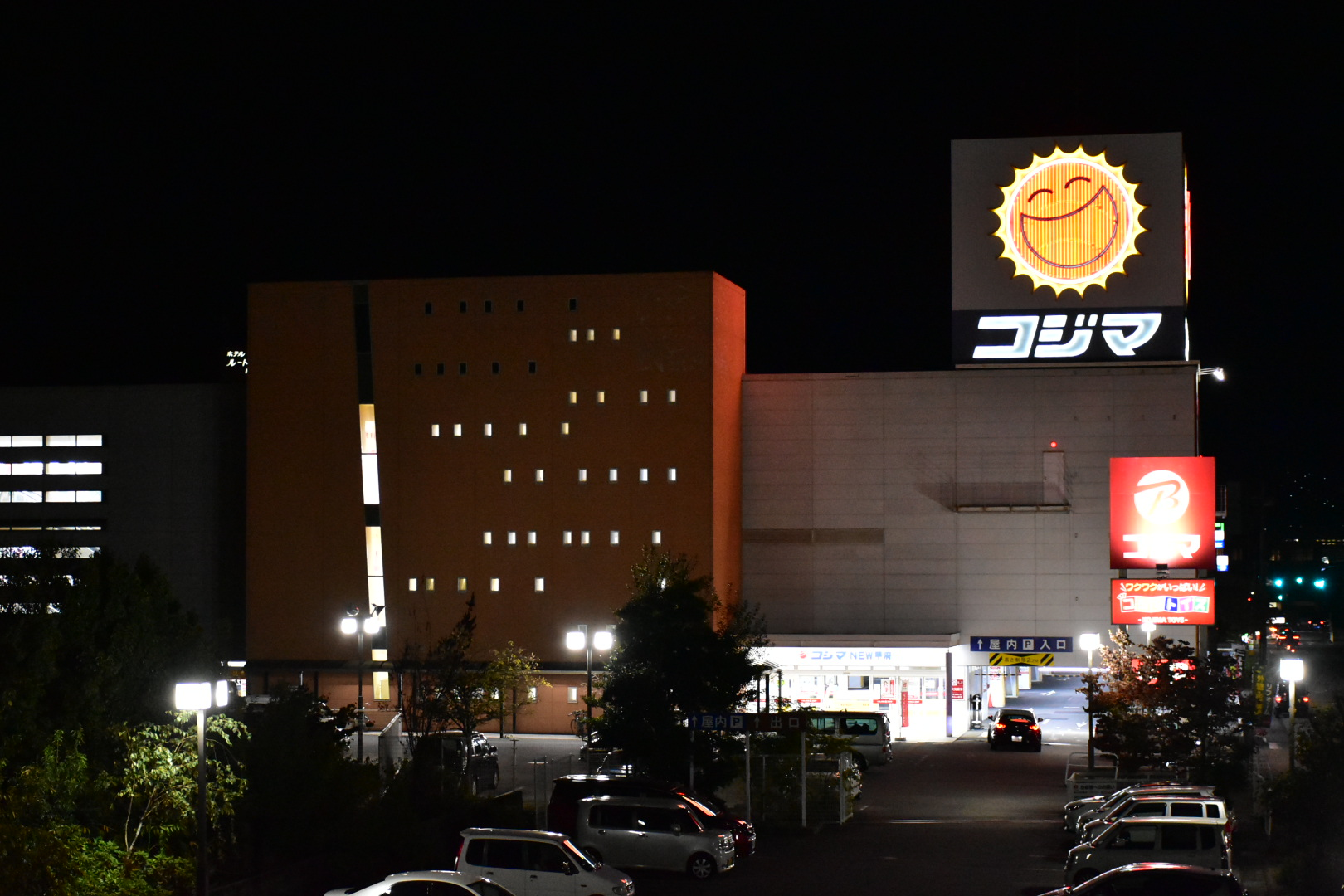
- コジマNEW甲府店の夜のライトアップ時の外観
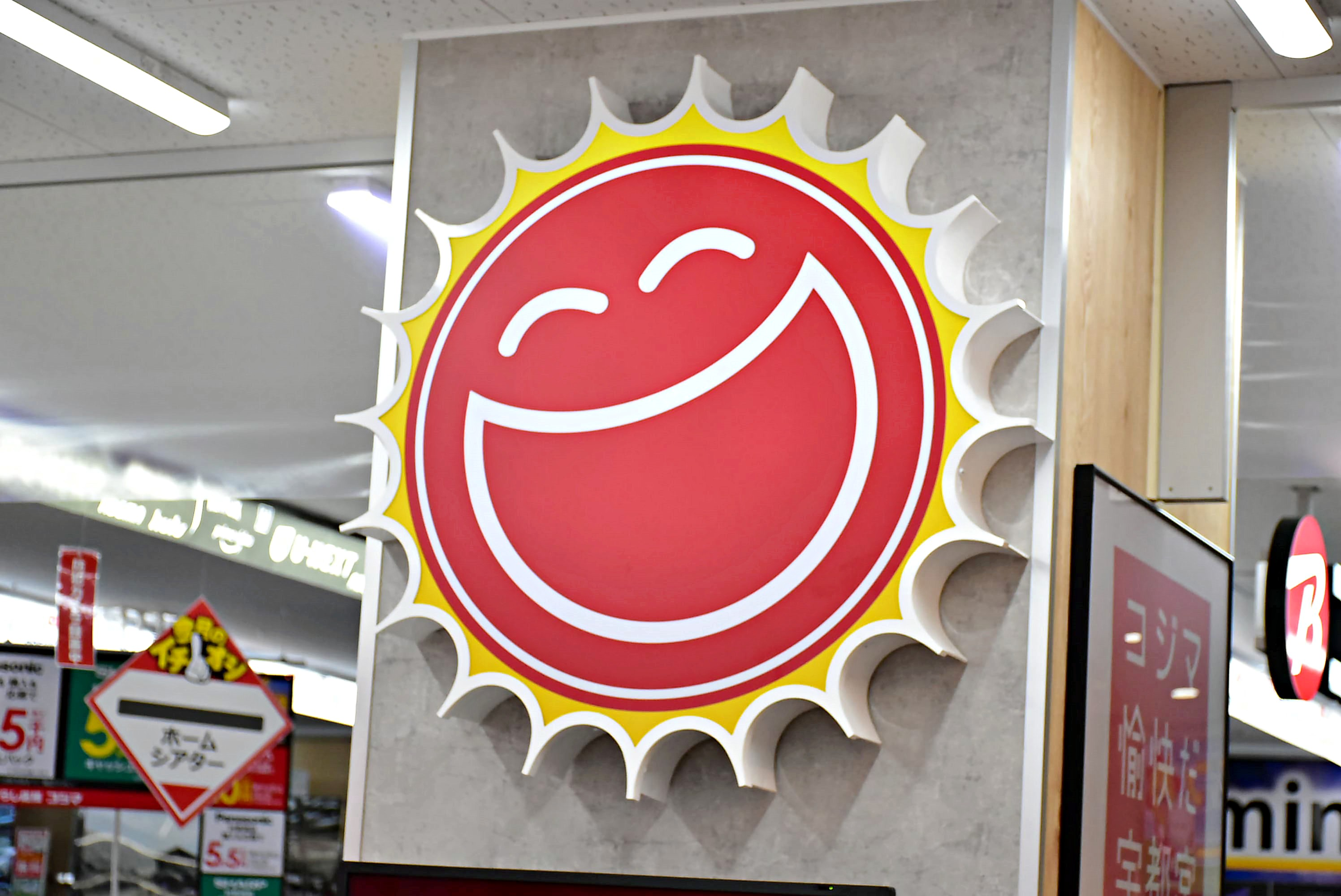
- コジマ×ビックカメラ宇都宮テラス店の店内にある太陽マーク

### CM
ビックカメラグループ入りした現在は、TVCMに関してはビックカメラとの共同制作となっており、基本的にTVCMでは共通の映像が用いられている（ただし、「店舗ブランドの表記」、店舗の「ビックカメラ」「コジマ」のロゴ・テーマソング・サウンドロゴはそれぞれ異なる。商品は基本的に共通だが、一部差し替えもある）。
ラジオCMは創業地の栃木放送およびRADIO BERRYのほかTOKYO FMの土曜日と日曜日の時報前の5秒スポットCMなどがある。時報前の5秒CMは過去にFM大阪とKiss-FM KOBEでもやっていた。5秒CMはテーマソングの「コ～ジマ！♪」のこの部分がそのままサウンドロゴとしているこの部分と一言のみのPRする部分で構成されている。TOKYO FMとFM大阪は過去に朝の時間帯にスポンサー番組を持っていたことが縁で、以前はそのスポンサー番組の金曜日にインフォマーシャルも放送されていた。1993年ごろのフラッシュニュースのスポンサーにもなっていた。
テレビCMは、まだ関東など限られた地域で展開していた時代に全国ネットで放送されていたアニメ『おぼっちゃまくん』（テレビ朝日）のスポンサーをしていた。

### インターネット
一時はプロバイダ事業として「コジマネット」を運営していたが、現在はECサイトを兼ねる公式サイトで同名称を使用している。「ビックカメラ.com」とは完全に独立しており関連性はない。
Facebookページも展開しており、看板では使用されなくなってきている太陽マーク「コジ坊」を逆にフィーチャーした構成となっている。

### かつてのCMキャラクター
- 青柳文太郎（1996年〜2007年）[28] - 社長のような雰囲気だったが、俳優である。
- 生島ヒロシ（2005年〜2012年）
- ブラックマヨネーズ（2006年）
- 小池栄子（2008年〜2013年）

この他、正式なCMキャラクターではないが、2012年12月28日に放送された『うわっ!ダマされた大賞』（日本テレビ）にて、コジマのCMにお笑いタレントの児嶋一哉（こじま かずや）をCMキャラクターとして起用するというドッキリが行われた。撮影したCMは番組内で実際に放送された。